# NGC 1890
NGC 1890 is een open sterrenhoop in het sterrenbeeld Tafelberg. Het hemelobject werd op 26 november 1834 ontdekt door de Britse astronoom John Herschel.

## Synoniemen
- ESO 56-SC87